# مدقق نظم معلومات معتمد
مدقق نظم معلومات معتمد (بالإنجليزية: Certified Information Systems Auditor (CISA)) هي شهادة معلوماتية تختص في مراجعة نظم المعلومات وهي حجر الزاوية لجمعية ISACA، حيث يعمل اختبار CISA منذ عام 1978 على قياس كفاءة عملية التدقيق على نظم المعلومات وضبط أمن نظم المعلومات. واللغة الإنجليزية هي لغة المنهج والاختبار، وقد حصل على هذه الشهادة حتى الآن ما يزيد على 50 ألف متخصص. وقد حصلت الجمعية على اعتماد شهادة CISA من المعهد الأمريكي الوطني للمعايير ANSI. ويمثل الحصول علي هذه الشهادة قيمة مضافة لحامليها حيث:
أصبحت CISA رمزاً عالمياً للإنجاز والكفاءة في هذا المضمار، وهو المعيار المتعارف عليه بين أهل المهنة على مستوي العالم. أ-
أصبحت CISA رمزاً للاحترافية والمعرفة في مجال تدقيق وضبط نظم المعلومات بوجه عام. ب-
أصبحت CISA البرنامج المفضل الذي تبني عليه الشركات والهيئات في جميع القطاعات اختيارها لتوظيف كوادر نظم المعلومات. ج-

## الفئات الوظيفية المرشحة للحصول على شهادة CISA
شهادة مدقق نظم المعلومات المعتمد CISA تهم العديد من الفئات العاملة بحقل نظم المعلومات، ومن بينهم:
- مدققي نظم المعلومات
- مدراء نظم المعلومات
- المدققين الداخليين للشركات والهيئات
- مدراء ومسئولي تطوير النظم الآلية
- أخصائيي خدمة الدعم الفني لنظم المعلومات
- مدراء ومسئولي شبكات المعلومات

## الخبرات والمؤهلات المطلوبة للتسجيل في الاختبار
تمنح شهادة CISA بعد اجتياز اختبار دولي موحد على مستوي العالم ينعقد سنوياً تحت الإشراف المباشر من ISACA بالولايات المتحدة الأمريكية.
وليست هناك أية متطلبات للتسجيل في الاختبار. ولكن لابد بعد اجتياز الاختبار للحصول على الشهادة الرسمية من أن تتوافر الشروط الآتية في مقدم الطلب، وهي كالآتي:
خبرة لا تقل عن خمس سنوات في مجال تدقيق نظم المعلومات، والضوابط الداخلية أو مجال أمن وسرية المعلومات أ-
أو ما يعادلها من خبرة في مجالات مختلفة كالآتي:
خبرة لا تزيد عن عام من العمل في مجال نظم المعلومات، أو في مجال تدقيق البيانات المالية أو التدقيق التشغيلي، وتعادل عام واحد من الخبرة ب-
من 60 -120 ساعة من الدراسة الأكاديمية، أو درجة البكالوريوس أو الماجستير في نظم المعلومات من جامعة معترف بها، وتعادل سنة إلى سنتين من الخبرة. ج-
التدريس الأكاديمي بنظام التفرغ الكامل لمدة عامين في المجالات ذات الصلة مثل نظم المعلومات، ويعادل سنة واحدة من الخبرة في مجال تدقيق نظم المعلومات د-
ولابد كذلك من توافر الآتي:
الالتزام بقانون الأخلاق المهنية هـ-
الالتزام بالاستمرار في برنامج التعليم المستمر و-
الالتزام بمعايير تدقيق نظم المعلومات ز-

## المحتوي العلمي لشهادة CISA
I IS Audit Process عملية تدقيق نظم المعلومات
II IT Governance حوكمة نظم المعلومات
III Systems & Infrastructure Lifecycle Management النظم وإدارة دورة حياة البنية التحتية لها
IV IT Service Delivery & Support تقديم خدمات ودعم نظم المعلومات
V Protection of Information Assets حماية الأصول المعلوماتية
VI Business Continuity & Disaster Recovery استمرار العمل وعلاج الكوارث

## التسجيل للعضوية والاختبار
على المشاركين الراغبين في التسجيل للعضوية و/أو الاختبار تعبئة استمارة العضوية الموجودة على موقعها www.isaca.org، وسداد الرسوم الخاصة بها.
ويتم عقد الاختبار دولياً مرتين سنوياً في المواعيد الآتية:

## مواعيد الاختبار
اختبار ديسمبر ويتم التسجيل في: : اختبار يونيو ويتم التسجيل في:
أ- الموعد المبكر: 15 أغسطس : أ- الموعد المبكر: 14 فبراير
ب- الموعد المتأخر: 26 سبتمبر : ب- الموعد المتأخر: 11 أبريل
رسوم الاختبار
995 دولار أمريكي : لأعضاء ISACA
1,195 دولار أمريكي : لغير الأعضاء في ISACA
رسوم العضوية
120 دولار أمريكي
ملاحظة: تجدر الإشارة إلى أنه لا يتم عقد اختبار ديسمبر من كل عام بصفة منتظمة

## مواقع ذات صلة
- موقع دليل المحاسبين نسخة محفوظة 8 سبتمبر 2020 على موقع واي باك مشين.
- المستشارون العالميون
- Worldwide Online CISA Certification Preparation
- CISA Certification - Information Systems Audit and Control Association
- CISA Training
- CISA exam preparation experience
- CISA FAQ
- CISA receives DoD Recognition